# Giro do Atlântico Norte

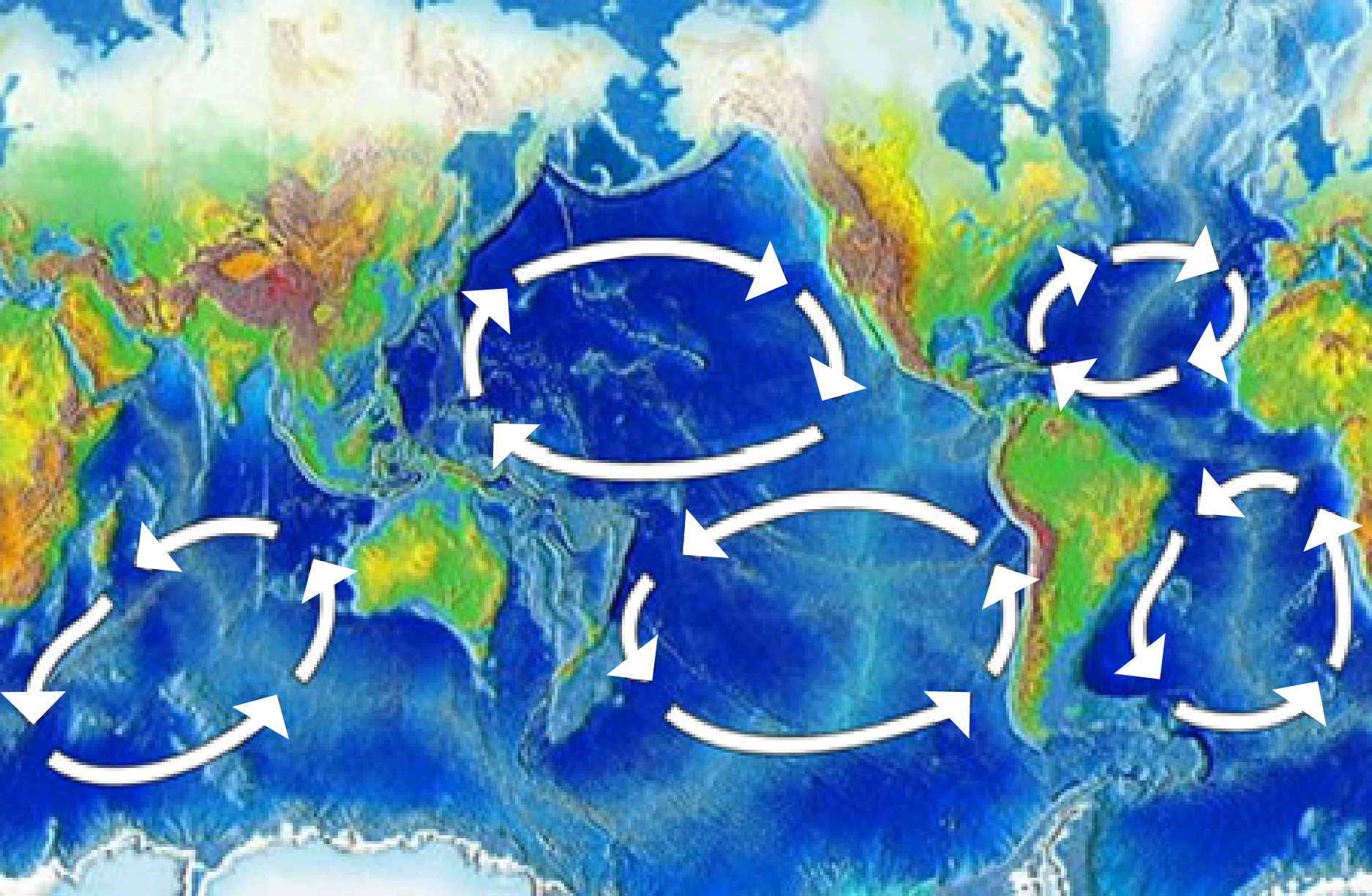
Os cinco maiores giros oceânicos.

O Giro do Atlântico Norte, localizado no Oceano Atlântico, é um dos cinco maiores giros oceânicos, e contém o Mar dos Sargaços. Este giro é similar ao Giro do Pacífico Norte por forma que este giro aprisiona detritos marinhos produzidos pelo homem no Grande Porção de Lixo do Atlântico Norte, similar ao Grande Porção de Lixo do Pacífico no Pacífico Norte.